# Joe Roche
Joe Roche ist ein US-amerikanischer Schauspieler und Drehbuchautor.

## Leben
Roche machte seine ersten schauspielerischen Erfahrungen bei der Improvisationstheatergruppe Upright Citizens Brigade in Hollywood und an der The Second City in Chicago. Es folgten Stationen mit The Comedy Store und Hollywood Improv, dort spielte er an Improvisationskomödien und Stand-up. 2002 übernahm er eine Nebenrolle in dem Spielfilm Experimental Me. Es folgten Episodenrollen in Die Thundermans, Scorpion oder Brooklyn Nine-Nine. Er war in den B-Movies Sharknado 5: Global Swarming und Collision Earth – Game Over zu sehen. Seit 2020 schreibt Roche Drehbücher für die Filmproduktionsgesellschaft The Asylum, unter anderen für die Katastrophenfilme Collision Earth – Game Over und Meteor Moon aus dem Jahr 2020 oder für die Science-Fiction-Filme 2021 – War of the Worlds: Invasion from Mars und Robot Apocalypse aus dem Jahr 2021. 2022 verfasste er das Drehbuch zu Moon Crash.

## Filmografie (Auswahl)

### Schauspiel
- 2002: Experimental Me
- 2009: The Big Date (Kurzfilm)
- 2010: The Real Girl’s Guide to Everything Else (Fernsehserie, Episode 1x02)
- 2013: InAPPropriate Comedy
- 2014: HOA Lady (Kurzfilm)
- 2014: Hardball Canada (Kurzfilm)
- 2015: Kill Me, Deadly
- 2015: Die Thundermans (The Thundermans, Fernsehserie, Episode 2x13)
- 2016: Telenovela (Fernsehserie, Episode 1x05)
- 2016: Fortune Cookie
- 2017: Sharknado 5: Global Swarming (Fernsehfilm)
- 2017: Scorpion (Fernsehserie, Episode 4x04)
- 2017: Brooklyn Nine-Nine (Fernsehserie, Episode 5x09)
- 2019: The Adventures of Aladdin (Adventures of Aladdin)
- 2020: Homeward (Sprechrolle)
- 2020: Collision Earth – Game Over (Collision Earth)
- 2022: Super Volcano (Fernsehfilm)

### Drehbuch
- 2020: Collision Earth – Game Over (Collision Earth)
- 2020: Meteor Moon
- 2021: 2021 – War of the Worlds: Invasion from Mars (Alien Conquest)
- 2021: Robot Apocalypse
- 2021: Planet Dune (Planet Dune – Their mission...was DOOMED to fail)
- 2021: The Devil’s Triangle – Das Geheimnis von Atlantis (Devil's Triangle)
- 2022: Moon Crash
- 2022: 4 Horsemen: Apocalypse – Das Ende ist gekommen (4 Horsemen: Apocalypse)
- 2022: Battle for Pandora
- 2023: Doomsday Meteor
- 2023: Transmorphers 2: Kriegsbestien-Mech (Transmorphers: Mech Beasts)
- 2023: Methgator
- 2024: Continental Split